# Problema de disección
En geometría, un problema de disección implica dividir una figura geométrica (como una politopo o bola) en piezas más pequeñas que pueden reorganizarse en una nueva figura con una forma distinta dada. En este contexto, la partición se llama simplemente una disección (de un politopo en otro). Por lo general, se requiere que la disección utilice solo un número finito de piezas. Además, para evitar problemas en el ámbito de la teoría de conjuntos relacionados con la paradoja de Banach-Tarski y el problema de la cuadratura del círculo de Tarski, normalmente se requiere que las piezas se comporten bien. Por ejemplo, pueden estar restringidos a ser los cierres de conjuntos abiertos disjuntos.
El teorema de Bolyai-Gerwien establece que cualquier polígono puede diseccionarse en cualquier otro polígono de la misma área, utilizando piezas poligonales disjuntas en el interior. Sin embargo, no es cierto que cualquier poliedro tenga una disección en cualquier otro poliedro del mismo volumen utilizando piezas poliédricas. Este proceso "es" posible, sin embargo, para dos panales (como cubos) en tres dimensiones y dos zonohedros de igual volumen (en cualquier dimensión).
Una disección en triángulos de igual área se llama equidisección. La mayoría de los polígonos no se pueden dividir en forma equidisecada, y a menudo las condiciones incluyen restricciones sobre el número posible de triángulos. Por ejemplo, el teorema de Monsky establece que no hay una equidisección impar de un cuadrado.